# Chelura terebrans
Chelura terebrans is een vlokreeftensoort uit de familie van de Cheluridae. De wetenschappelijke naam van de soort werd in 1839 voor het eerst geldig gepubliceerd door Philippi.

## Verspreiding
Chelura terebrans is een zee-houtborende vlokreeft, vaak geassocieerd met pissebedden van het geslacht Limnoria. Het heeft een brede wereldwijde verspreiding en wordt gevonden van 18 - 61° NB op het noordelijk halfrond en 30 - 44° ZB op het zuidelijk halfrond. Men denkt dat de soort inheems is in Europa met geïntroduceerde populaties aan de oost- en westkust van Noord-Amerika, Hongkong, Zuid-Afrika en Nieuw-Zeeland. Het werd hoogstwaarschijnlijk naar vele locaties binnen de rompen van houten schepen vervoerd. Als houtborende plaag heeft het economische gevolgen door houten maritieme constructies te vernietigen.